# Irish McCalla
Pour les articles homonymes, voir McCalla.
Irish McCalla (née le 25 décembre 1928, morte le 1er février 2002) est une actrice américaine de cinéma et de télévision, surtout connue pour son rôle de Sheena, reine de la jungle dans la série des années 1950 Sheena: Queen of the Jungle. Elle a son étoile sur le Walk of Fame d'Hollywood. Elle était également un modèle pour le dessinateur Alberto Vargas.

## Biographie
Née à Pawnee City au Nebraska dans une famille nombreuse, elle déménage souvent et s'installe à Des Moines en 1939, puis à Marshalltown en Iowa en 1941 puis à Omaha au Nebraska en 1942, avant de retourner à Pawnee City où elle termine ses études. En 1951 elle se marie avec un courtier en assurances avec qui elle a deux fils. Elle est déjà une pinup populaire en 1952, quand elle fait une apparition dans le film River Goddesses. Elle est repérée par un représentant des Nassour Studios et, bien qu'elle n'ait pas d'expérience en tant qu'actrice, tourne 26 épisodes pour la série télévisée Sheena: Queen of the Jungle. Elle divorce en 1957 et se remarie avec l'acteur James Joyce, d'avec qui elle divorce en 1969. En 1982 alors qu'elle habite à Malibu en Californie elle se remarie avec l'homme d'affaires Chuck Rowland et va avec lui à Prescott en Arizona. Ils se séparent en 1989. Elle meurt en 2002 d'un accident vasculaire cérébral et de complications liées à une tumeur au cerveau.

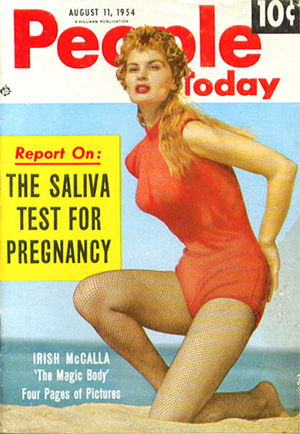
Irish McCalla à la Une d'un magazine en 1954.

## Filmographie
- 1952 : River Goddesses
- 1955 : Sheena: Queen of the Jungle : Sheena
- 1958 : Femmes démon : Jerrie Turner
- 1959 : Les Beatniks : Marie Baron
- 1959 : Five Gates to Hell (en) : Sister Magdalena
- 1960 : Five Bold Women
- 1962 : Hands of a Stranger (en) : Holly